# Henri-Bernard Dabadie

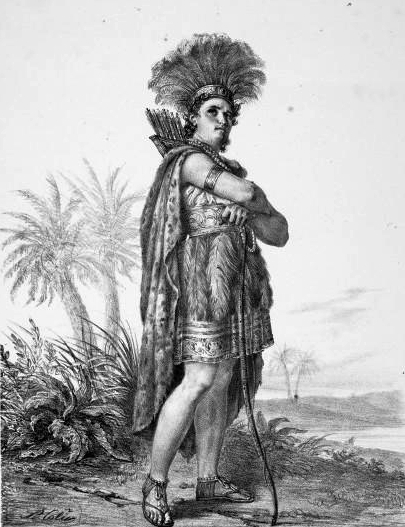
Henri-Bernard Dabadie en Telasco dans Fernand Cortez de Gaspare Spontini

Henri-Bernard Dabadie (19 janvier 1797 à Pau - 20 mai 1853 à Paris) était un baryton français, particulièrement associé aux rôles de Rossini et Auber .

## Vie et carrière
Dabadie nait à Pau en 1797 dans le quartier de la Monnaie.
Il étudie au Conservatoire de Paris et fait ses débuts à l'Opéra de Paris, en 1819, comme Cinna dans La vestale .
Il reste à l'Opéra jusqu'en 1836, créant des rôles spécialement écrits pour lui par Rossini, notamment ; le Pharaon dans Moïse et Pharaon, Raimbaud dans comte Ory et Guillaume Tell. Il crée également des rôles d'Auber à l'opéra, Pietro dans La Muette de Portici, Jolicoeur dans Le Philtre et Jean dans Le Serment .
Il chante également en Italie, où il crée Belcore dans L'elisir d'amore de Donizetti, à Milan, le 12 mai 1832.
Le 6 novembre 1821, Dabadie épouse la soprano Zulmée Leroux (1795–1877) qui commence à utiliser son nom d'épouse Dabadie, lorsqu'elle chante à l'Opéra de Paris, où elle crée le rôle de Sinaide dans Moise et Jemmy dans Guillaume Tell .